# Jeziorsko Cup
Jeziorsko Cup - cykliczne zawody w windsurfingu.
Regaty zaliczają się do Pucharu Polski w Formule Windsurfing. Odbywają się regularnie od 2005 roku. Są organizowane przez klub AZS Łódź. Zawody mają miejsce na zbiorniku Jeziorsko, czyli największym akwenie w centralnej Polsce. Jeziorsko Cup to często inauguracyjne zawody sezonu.